# Communauté juive de Pitigliano
La communauté juive de Pitigliano est une ancienne communauté juive de Toscane, en Italie.

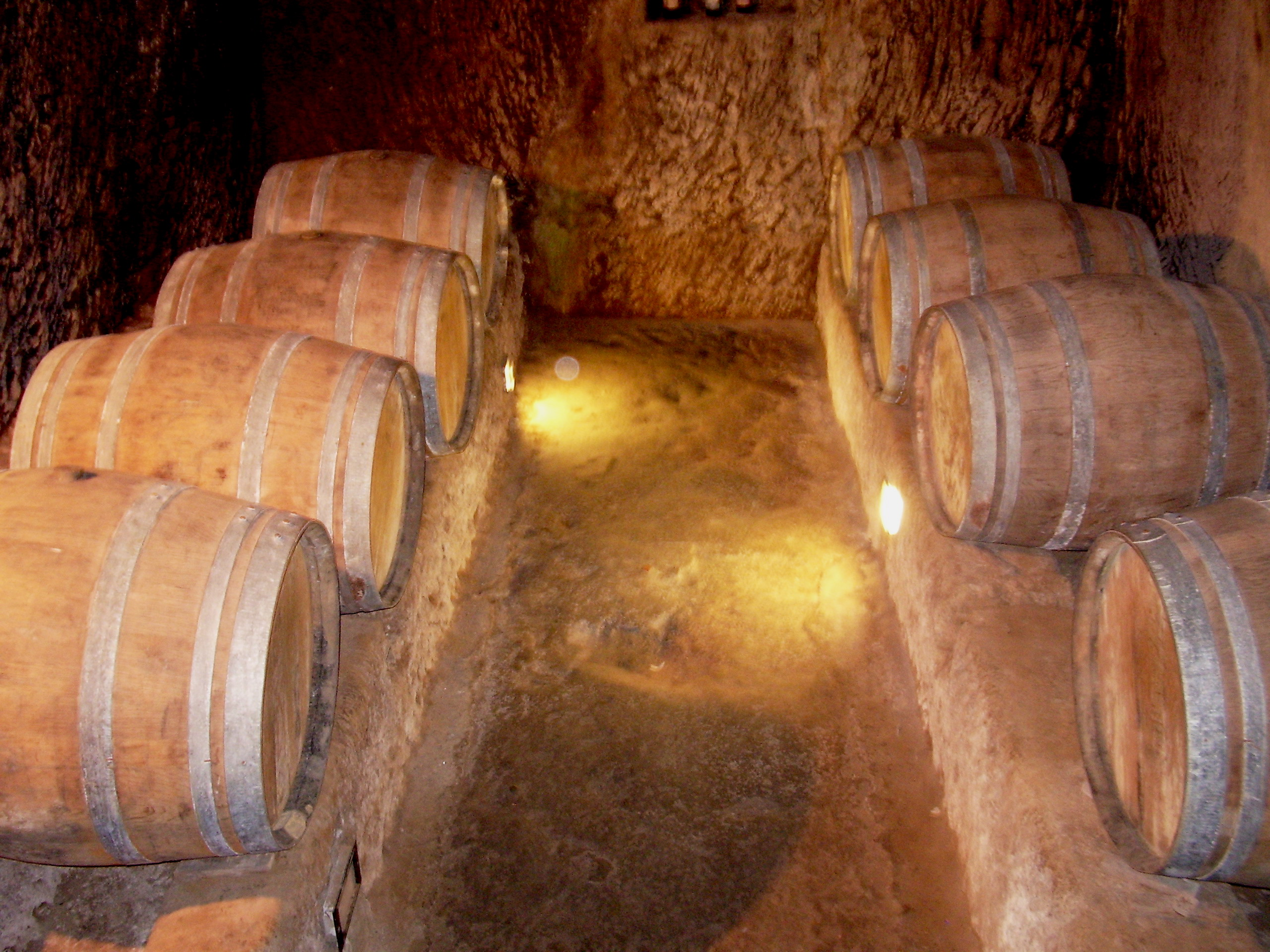
La cave casher du quartier juif de Pitigliano.

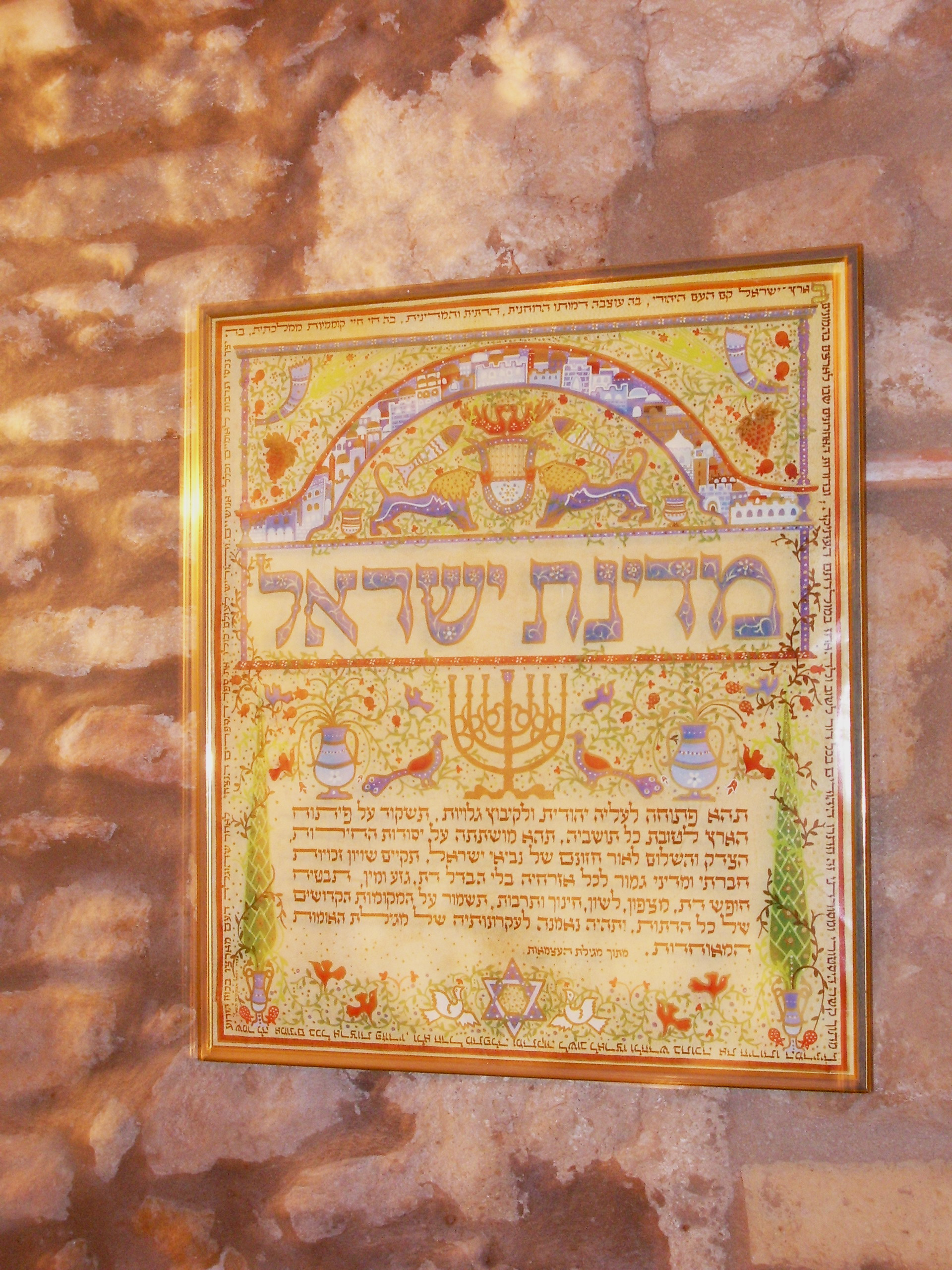
Table à l'intérieur du Musée Juif de Pitigliano.

## Histoire
La ville de Pitigliano est également connue sous le nom de « petite Jérusalem » en raison de la présence d'une synagogue et d'une communauté juive assez importante, qui a toujours été intégrée à la population locale. La formation de la communauté remonte au XVIe siècle, lorsque Pitigliano, en raison de sa proximité avec la frontière, devint un lieu de refuge pour les Juifs expulsés des États pontificaux, successivement en 1569 et en 1593. Leur nombre par rapport à la population locale (500 sur 6000) en faisait une présence marquante non seulement pour l'agriculture et le commerce, mais aussi pour la vie culturelle locale. Pitigliano a vu naître des personnalités juives comme le rabbin de Livourne Samuele Colombo, le biologiste Mazzini Pergola, l'avocat Ugo Sorani (it) ou encore Dante Lattes.
Au XIXe siècle, le déclin de la communauté commença, attirée par les opportunités professionnelles se présentant dans les grands centres urbains. Comme preuve de l'importance de la communauté juive de Pitigliano, il reste aujourd'hui l'ancien quartier du ghetto avec la synagogue et le cimetière juif sur la route nationale vers Manciano.

## Pitigliano et la Shoah
Durant la Seconde Guerre mondiale, pendant la République sociale italienne, les Juifs de Pitigliano subirent la déportation de 22 coreligionnaires, d'abord parqués à Roccatederighi et Fossoli puis envoyés dans les camps de concentration nazis. Les autres se sont dispersés dans les campagnes où, malgré les rafles et le risque constant de dénonciations, ils ont pu compter sur un vaste réseau de solidarité. Les cinq membres de la famille Paserman-Cukier (3 adultes et 2 enfants), qui étaient arrivés à Pitigliano en tant que réfugiés dans les premiers mois de 1943, se sont également cachés. Fortunato Sonno et les familles Dainelli, Perugini, Nucciarelli, Santarelli, Simonelli, Bisogni et Felici se sont particulièrement distingués dans l'œuvre de sauvetage des Juifs de la communauté, en les cachant et en leur venant en aide au péril de leurs vies.
Le 18 mars 2002, l'Institut Yad Vashem de Jérusalem a décerné la haute distinction de Juste parmi les nations à Luciano Dainelli et à ses parents Vincenzo et Adele Dainelli, à Stefano et Adele Perugini et à leur fils Sem, à Agostino et Annunziata Nucciarelli, à Domenico et Letizia Serri Simonelli, à Martino et Maria Bisogni et, le 30 mai 2002, à Fortunato Sonno.
Le 19 février 2008, Pietro Felici a été reconnu par Yad Vashem comme Juste parmi les nations.